# Benalup-Casas Viejas
Benalup-Casas Viejas er en by og kommune i det sydlige Spanien i provinsen Cádiz. Den har et indbyggertal på 7.228 (2024) indbyggere.